# Friedrich Karl von Schlieben
Friedrich Karl von Schlieben (* 1716 in Birkenfeld im Kreis Gerdauen; † 19. Januar 1791 in Königsberg) war ein preußischer Generalleutnant, Chef des Infanterieregiments Nr. 22, Ritter des Schwarzen Adlerordens, sowie Amtshauptmann von Krossen und Landdrost von Rees und Isselburg.

## Leben

### Herkunft
Friedrich Karl war der Sohn des königlich preußischen Kammerpräsidenten Kapitän a. D., Reichsgraf Ernst Sigismund von Schlieben (* März 1677; † 17. Juli 1741) und dessen Ehefrau Eleonore Sophie Freiin von Asbach (* Februar 1693). Sein Vater war auch Amtshauptmann von Rastenburg und Erbherr auf Birkenfeld.

### Militärkarriere
Schlieben sollte eine wissenschaftliche Karriere einschlagen und schrieb sich 1732 an der Universität Königsberg ein. Aber König Friedrich Wilhelm I. suchte Soldaten und so wurde er Fähnrich in der neuerrichteten Grenadierkompanie des Regiments „Glaubitz“ Nr. 4. Mit der Kompanie kam er nach Preußisch Holland in Garnison. Als 1740 das große Manöver in Brandenburg stattfand, wurde er Generaladjutant des damaligen Oberst von der Gröben, der Chef des Regiments Nr. 4 geworden war. Diesen Posten hatte er auch in der Schlacht bei Chotusitz, wo er durch einen Streifschuss am Kopf verletzt wurde. 1742 kam er zurück zu seinem Regiment und wurde 1742 Premierleutnant. Als Generalmajor von Polenz das Regiment übernahm, wurde er auch dessen Generaladjutant.
Nach der Belagerung von Prag kam er nach Glatz ins Winterquartier. Als die Festung im Winter blockiert wurde, machte er bei einigen erfolgreichen Ausfällen mit. 1745 wurde General Lehwaldt Chef der Garnison in Glatz. Mit ihm kämpfte er im Gefecht bei Habelschwerdt und half, die Österreicher aus der Grafschaft Glatz zu vertreiben. Im gleichen Jahr kämpfte er bei Hohenfriedberg, Katholisch Hennersdorf, Kesselsdorf. Bei Kesselsdorf fiel General Polenz. Kurz darauf kam er als Stabshauptmann zum Regiment „Schwerin“ Nr. 13. 1749 erhielt er die erste Grenadierkompanie, zwischen 1752 und 1756 war er in den Städten am Rhein auf Werbung.
Mit Beginn des Siebenjährigen Krieges wurde die Grenadierkompanie dem Grenadierbataillon unter dem Oberst Fink zugeteilt. Das Bataillon wurde von den Grenadierkompanien der Regimenter „Itzenplitz“ Nr. 13 und „Meyernick“ Nr. 26 gebildet. Während der Belagerung bei Pirna stand das Bataillon bei Schandau. Nach der Kapitulation der Sächsischen Armee kam er zur Armee in Böhmen und nach dem Rückzug zur Nachhut an der sächsischen Grenze. Später ging es bei Oedern in die Winterquartiere. Mit Beginn des Feldzuges von 1757 kommandierte Moritz von Anhalt-Dessau den Obersten Finck zu seinem Korps und Schlieben erhielt das Kommando über das Grenadierbataillon. Während der Schlacht bei Prag führte er sehr erfolgreich das Bataillon, wurde durch eine Kartätschen-Kugel am Arm verwundet und musste nach Dresden gebracht werden. Für seinen Mut während der Schlacht erhielt er vom König den Orden Pour le Mérite. Nach seiner Genesung kämpfte er in der Schlacht bei Kolin und bei der Belagerung von Dresden. Der damalige Kommandant Generalleutnant von Finck gab Schlieben dabei das Kommando über ein Bataillon von 800 Wiedergenesenen.
Im Herbst 1757 kam er zurück zu seinem Grenadierbataillon, das in der Zwischenzeit von dem Major von Bornstedt (Regiment Alt-Dessau) geführt wurde. Es bewachte die Brücke bei Marienberg und zog dann in die Winterquartiere nach Chemnitz.
1758 stand er bei der Armee des Prinzen Heinrich. Mit seinem Bataillon war er am Vorstoß der Preußischen Armee nach Hof beteiligt. Danach bildete es die Vorhut der Armee des Königs bei einem Vorstoß in die Lausitz. Anschließend wurde Schlieben zum Major befördert und kam zum Regiment „Itzenplitz“ Nr. 13. Ende des Jahres zog er mit dem Regiment nach Hirschberg ins Winterquartier.
Am 4. Oktober 1759 war er Kommandeur des zweiten Bataillons im Gefecht bei Hoyerswerda. Das Regiment konnte 260 Kroaten und den General Behla gefangen nehmen.
Als es 1760 zur preußischen Belagerung von Dresden kam, stand er bei der Armee des Königs. Am 15. August 1760 war Schlieben bei der Schlacht bei Liegnitz. In der Schlacht bei Torgau am 3. November 1760 stand er unter dem Kommando des Generals von Hülsen. Dieser schickte ihn auf einen Posten bei Oedern, wo ihm 200 Infanteristen, 50 Dragoner und 20 Husaren unterstanden.
1761 war er wieder bei der königlichen Armee, mit der er nach Breslau ins Winterquartier kam. Bei den Gefechten des Jahres 1762 bildete das Bataillon den rechten Flügel der Brigade. Nach der Eroberung von Schweidnitz bezog das Bataillon seine Winterquartiere in Görlitz. Dort blieb er bis zum Frieden von 1763 und kam danach wieder in sein Quartier nach Berlin.
1765 wurde er Oberstleutnant, 1766 Oberst und Kommandeur des Regiments. Als 1768 die Kasernen für das Infanterie-Regiment Nr. 13 in Berlin gebaut wurden, erhielt er am 29. September 1768 dort die Aufsicht.
Am 23. September 1773 erhielt er vom König die Drostei von Isselburg, Hetter und Rees bei Kleve. 1776 erhielt er das Infanterie-Regiment „Ploetz“ Nr. 22 in Stargard. Am 18. Januar 1777 wurde er zum Generalmajor ernannt.
Als es zum Bayerischen Erbfolgekrieg kam, erhielt er ein Grenadierbataillon, das sich aus den Grenadierkompanien der Regimenter „Möllendorf“ Nr. 39 und „Prinz Leopold“ Nr. 43 sowie dem Grenadierbataillon „Grolman“ zusammensetzte. Er gehörte damit in der Armee des Prinzen Heinrich zum Korps des Generals von Möllendorf. Dort machte es der General zu seiner Vorhut. Es marschierte von Sachsen nach Böhmen und war im Winterquartier bei Korps Anhalt-Bernburg in Zittau. Bis zum Ende des Krieges war er in der Stadt Löbau stationiert. Am 15. Mai 1785 wurde er Generalleutnant und erhielt 1787 von König Friedrich Wilhelm II. den Schwarzen Adlerorden. Als 1790 ein Krieg mit Russland drohte, rückten die Regimenter am 20. September 1790 nach Ostpreußen ins Winterquartier, die sie Ende September erreichten. Er starb unverheiratet 1791 in Königsberg in Preußen.